# Haussmann – Saint-Lazare (stanice RER v Paříži)
Haussmann – Saint-Lazare je podzemní stanice příměstské železnice RER v Paříži, která se nachází v 9. obvodu. Do 5. května 2024 byla konečnou stanicí linky RER E na její západní straně. Systémem podzemních tunelů je propojena se stanicemi Havre – Caumartin, Opéra a Saint-Lazare, kde je možné přestoupit na linky pařížského metra. Nepřímo je propojena také se stanicí Auber linky RER A a s nádražím Saint-Lazare, odkud vyjíždějí linky Transilien. V roce 2005 činil počet denních pasažárů do 50 000 a vlaků 250-500.

## Historie
Čtyřkolejná stanice se dvěma ostrovními nástupišti byla otevřena 14. července 1999 jako hlavová stanice a dočasná konečná pro vlaky RER E přijíždějící z východu (Chelles - Gournay/Tournan). Je pojmenována po nedalekém boulevardu Haussmann a nádraží Saint-Lazare. V původním projektu se uvažovalo o názvu stanice Saint-Lazare – Condorcet.
6. května 2024 byla linka RER E prodloužena do stanice Nanterre-La Folie.

## Přestupy
Otevřením stanice v roce 1999 vznikl nejrozsáhlejší dopravní přestupní uzel v Paříži. Podzemní labyrint chodeb propojuje vzájemně několik stanic metra a RER. Stanice Haussmann – Saint-Lazare je přímo spojená se stanicí Saint-Lazare (linky 3, 12, 13 a 14) a přes ní ještě nepřímo se stanicí Saint-Augustin (linka 9). Další spojení vede do stanice Havre – Caumartin (linky 3 a 9), odkud je moždé dojít do stanice Auber (RER A) a Opéra (linky 3, 7 a 8). Dále je zde přímé napojení na nádraží Saint-Lazare (linky Transilien).

## Architektura
Nádražní hala je dlouhá 255 m, široká 58 m a její výška je zhruba 15 m.

## Galerie

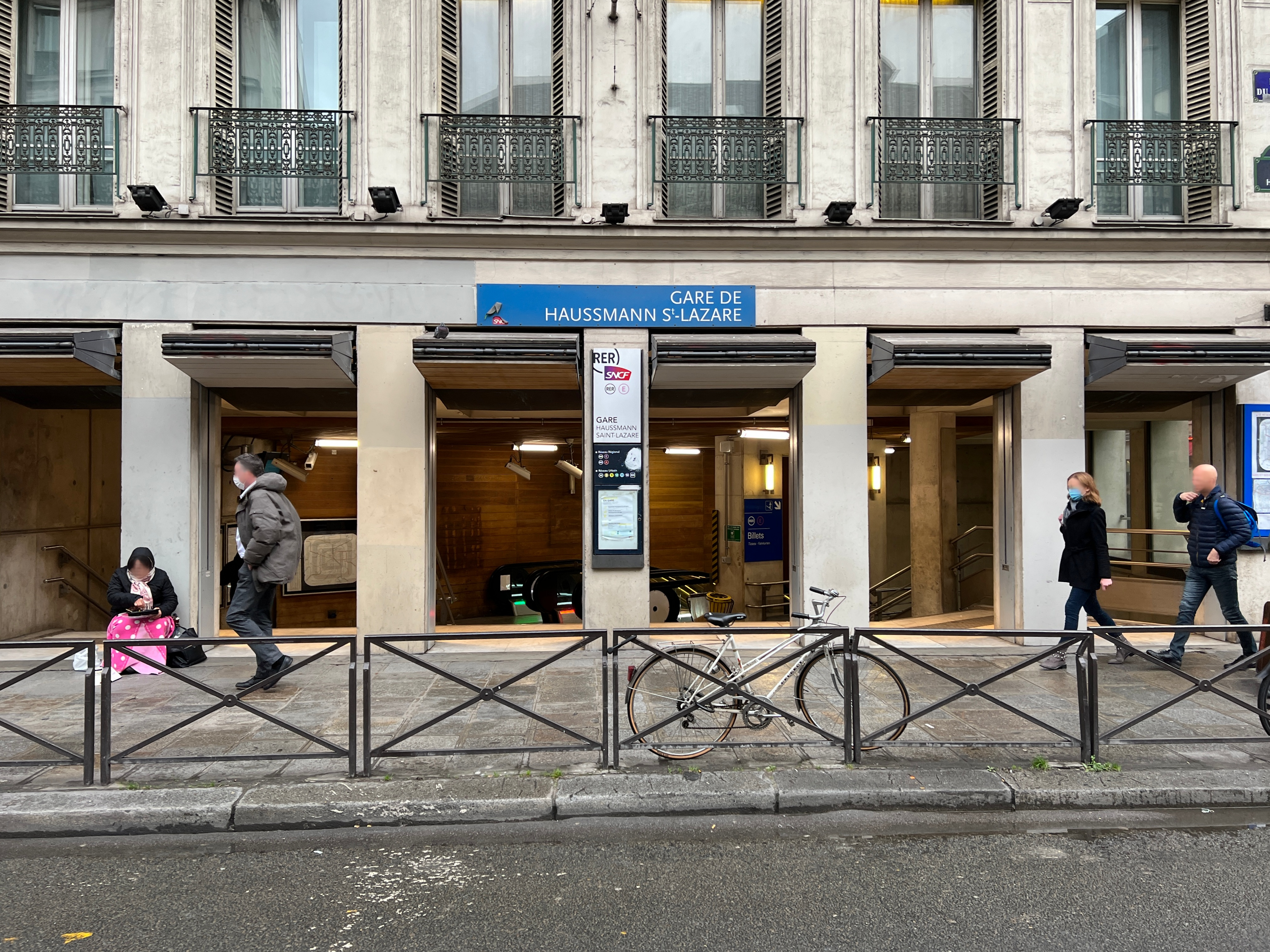
Vstup do stanice z Rue du Havre
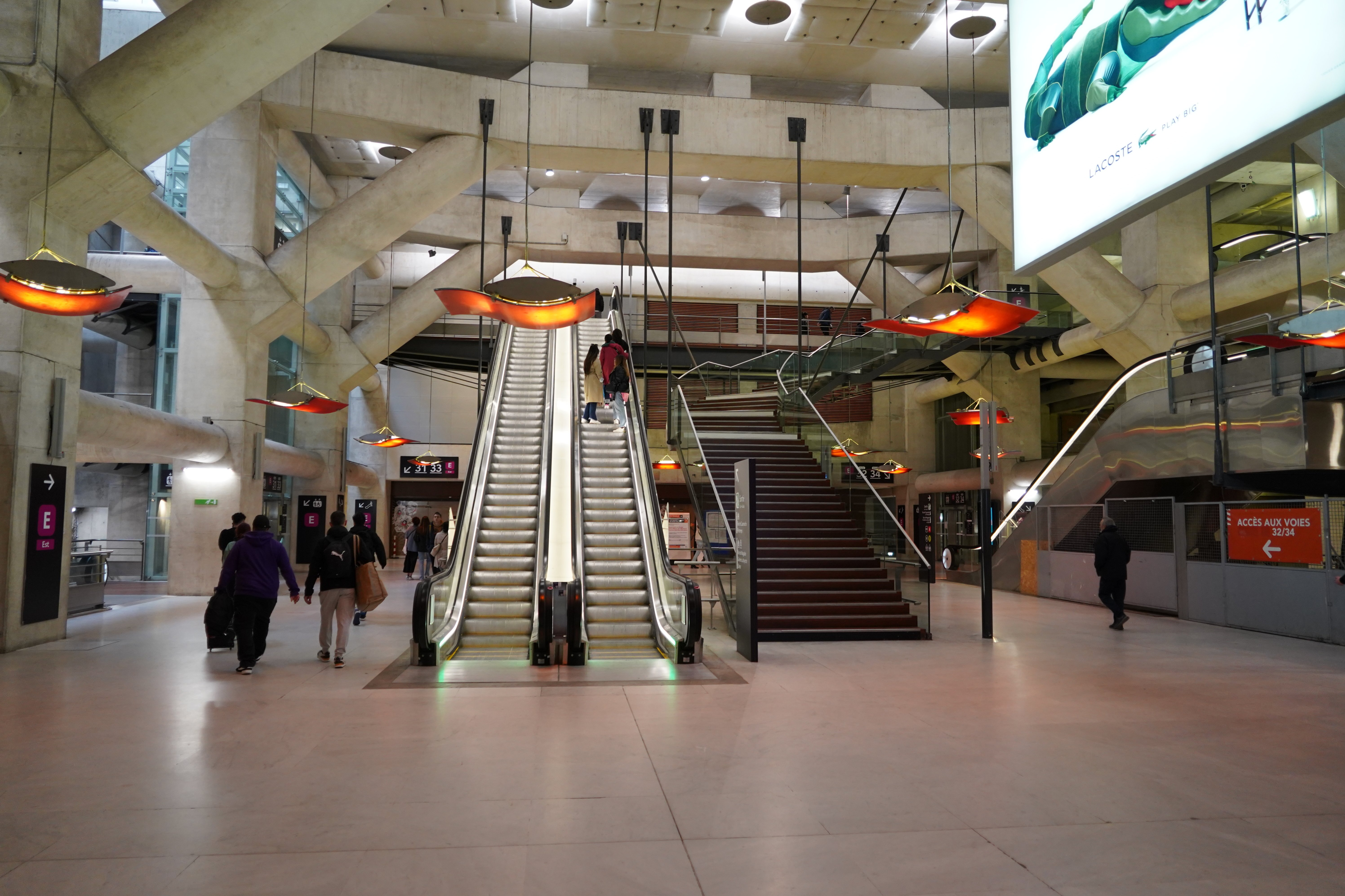
Vestibul stanice Haussmann – Saint-Lazare
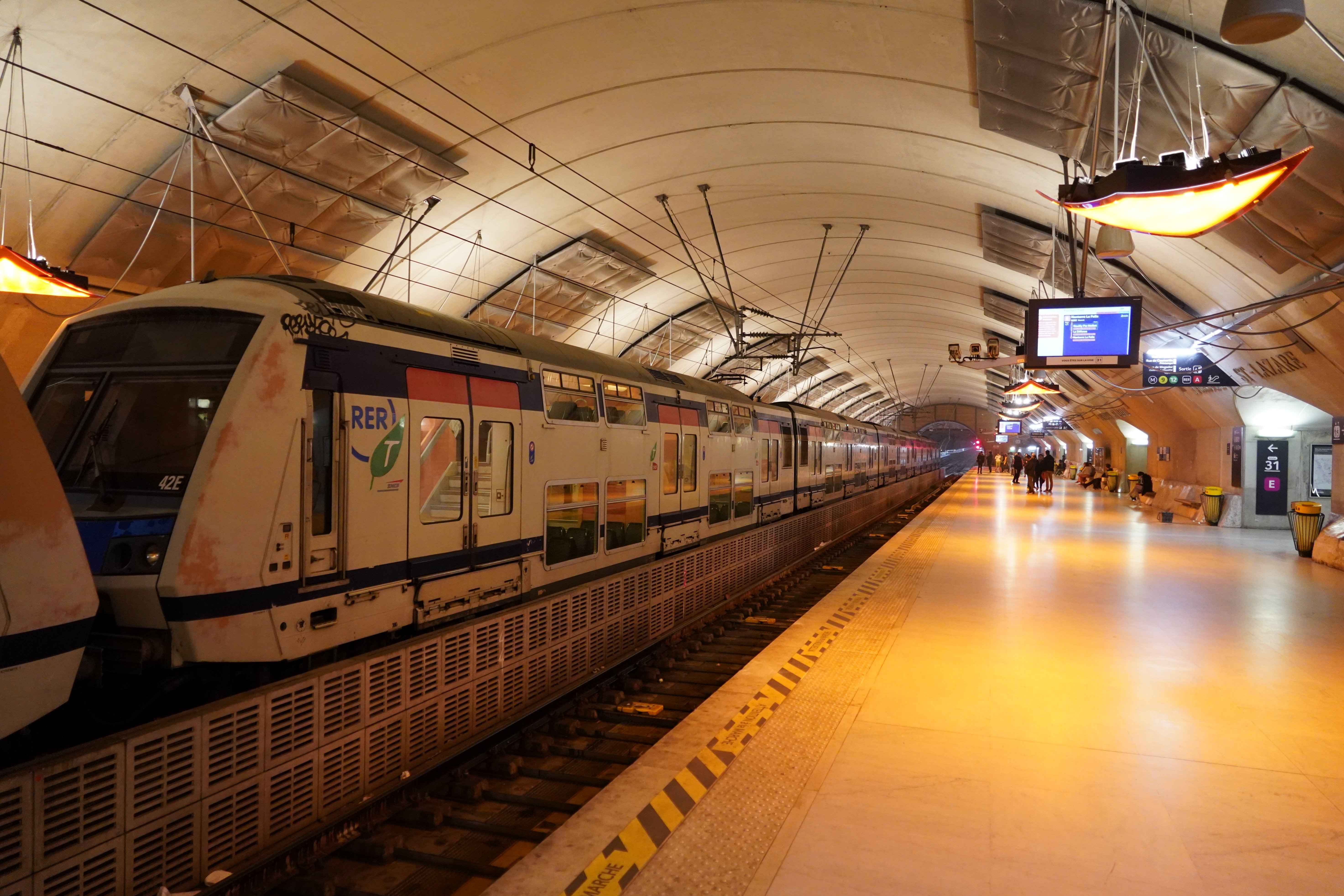
Elektrická jednotka MI 2N Eole (Z 22500)
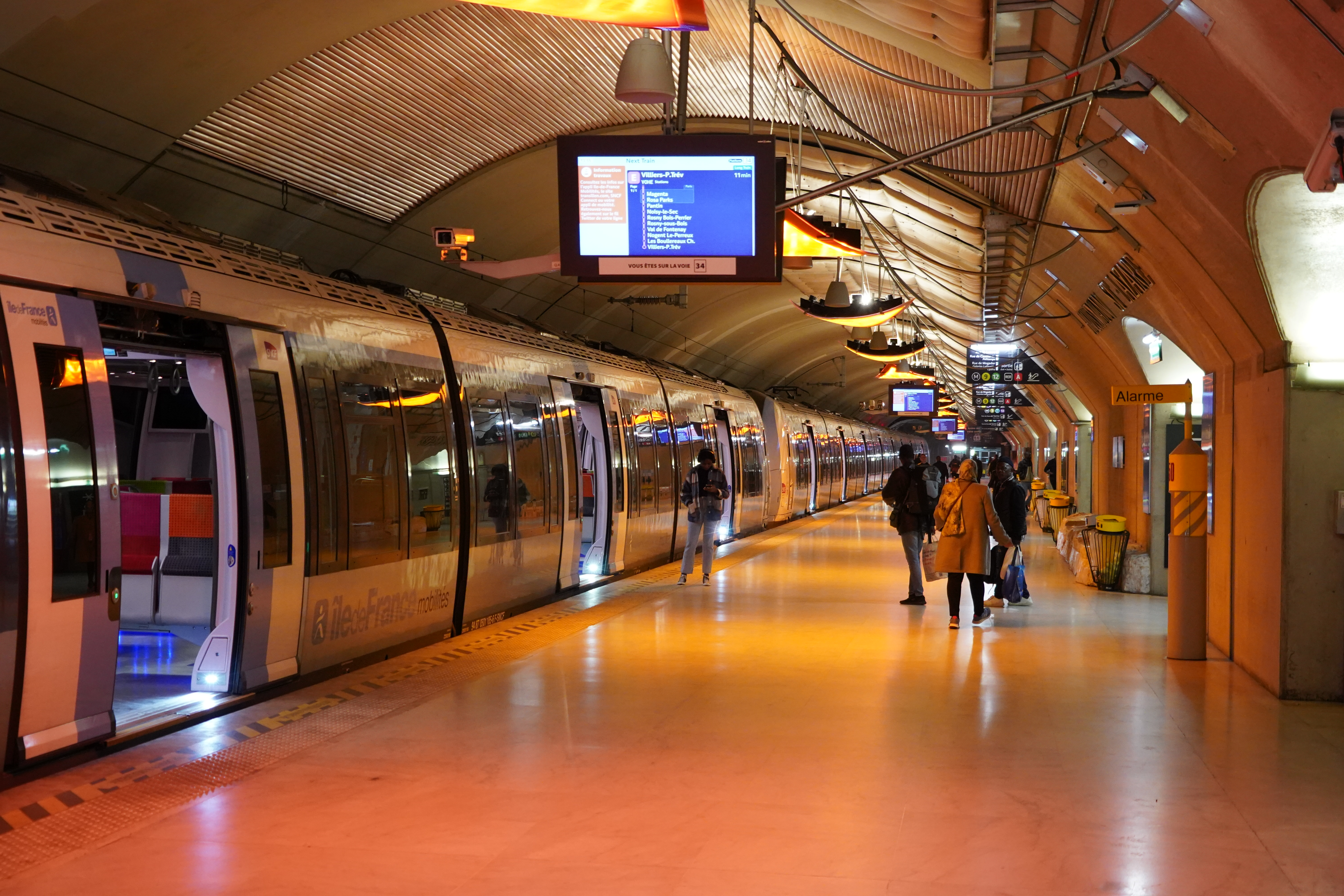
Elektrická jednotka Francilien  (Z 50000)
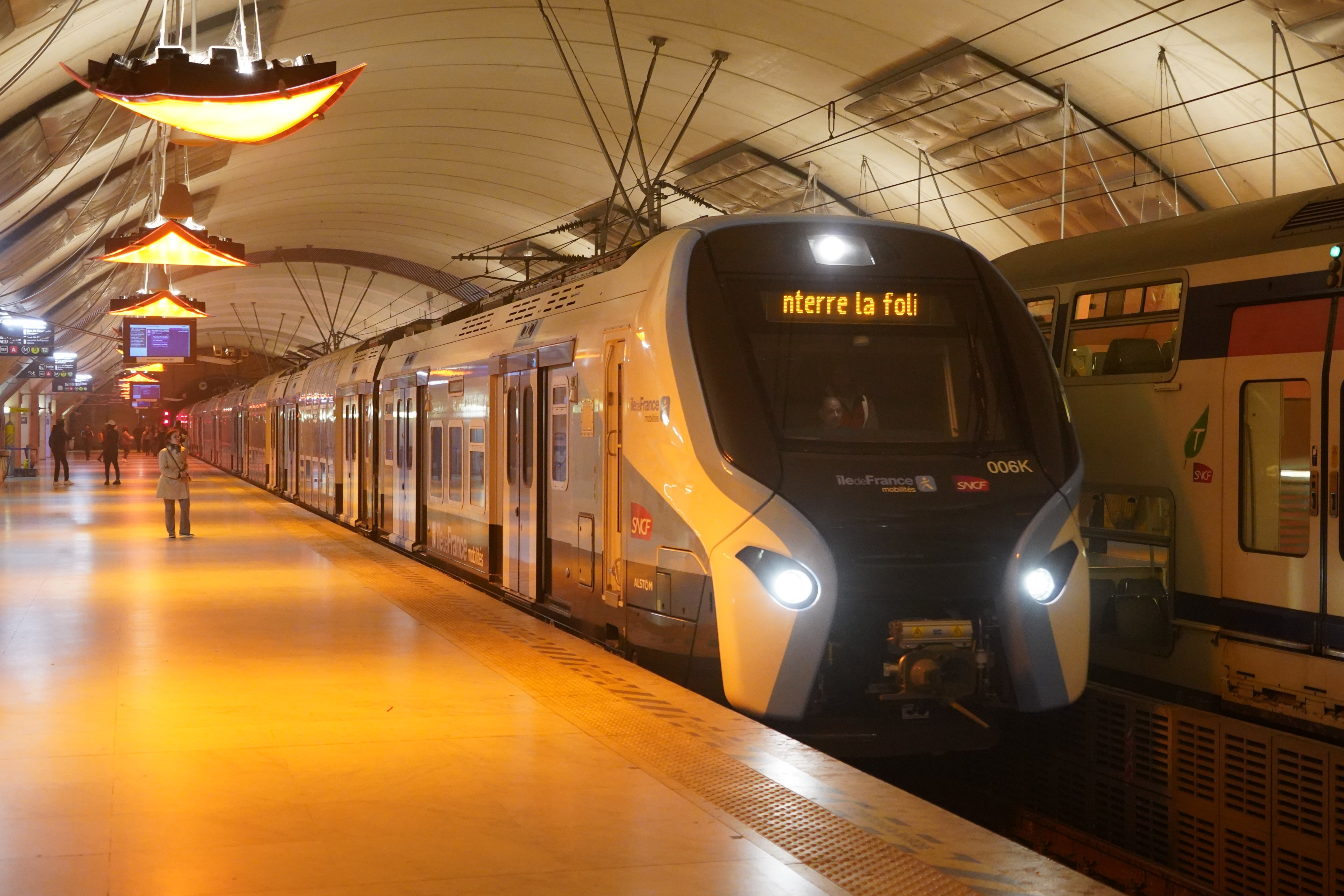
Elektrická jednotka RER NG (Z 58000)